# Рафаил Мощев
Рафаил Георгиев Мощев е български предприемач, опълченец и общественик.

## Биография
Роден е на 16 януари 1856 г. в Шумен. Първоначалното си образование получава в родния си град. На шестнадесетгодишна възраст член на Шуменския частен революционен комитет, с председател Панайот Волов.
През януари 1875 г., по повод на т.нар. Френска сватба, е задържан и изпратен в Русе, а след пет месеца е освободен под гаранция. Участва в Старозагорското въстание през 1875 г. и е осъден на смърт. Скоро смъртното наказание е отменено с доживотно заточение в Мосул. Амнистиран е на 28 март 1878 г. По време на Сръбско-българската война участва като доброволец при обсадата на Видин.
През 1886 г. основава самостоятелна работилница за производство на колбаси, салами, шунка, пушен език и луканка, която прераства във фабрика с клон в Русе. През 1891 г. привлича на работа майстора колбасар Йосиф Леополд, с когото подписва двугодишен договор и благодарение на уменията му колбасарската му фабрика просперира. Само в района на Шумен успява да продаде 50 000 kg консерви. Производството се увеличава и той привлича в семейния бизнес синовете си Георги и Велислав. Открива и втори магазин в централната част на града.
Рафаил Мощев е сред учредителите на пивоварното акционерно дружество. На 26 октомври 1882 г., заедно с Атанас Чанев, Радуш Симеонов, поручик Козарев, Васил Щерев, Ангел Радушев и Васил Каракашев, основават „Българско пивоварно дружество – Шумен.“ С цел производство и продажба на бира на едро и дребно. Веднага сключват договор с майстора пивовар Франц Милде за 6 години.
През 1898 г. Рафаил Мощев участва в регистрирането на търговска фирма „Симеонов, Мощев и сие“ със седалище в Шумен. Предмет на предприятието е обработката на сурови кожи. На кожарска индустриална изложба в Русе продукцията на кожарската фабрика е наградена за добра изработка на лицеви кожи.
В началото на XX век открива работилница за разни видове сапуни, в която работят 12 души.
На 1 юли 1924 г. в търговския регистър е вписано Събирателно дружество „Рафаил Мощев и сие“ със седалище в Шумен.
Рафаил Мощев е сред първите по-дребни производители на растителни масла с фирмата си „Рафаил Мощев и синове“. Тя произвежда масло от всички маслодайни растения.
Той е един от първите притежатели на автомобил в града. Член е на настоятелството на читалище „Архангел Михаил“ (1884 – 1885). През 1926 г. взема участие в комитета за издигане на паметник на Панайот Волов в Шумен.
Умира в Шумен на 17 април 1931 г.